# Grjazovec
Grjazovec (rusky Грязовец) je město ve Vologské oblasti v Ruské federaci. Při sčítání lidu v roce 2010 měl přes patnáct tisíc obyvatel.

## Poloha a doprava
Grjazovec leží na rozvodí Kaspického moře, do jehož úmoří patří potůček Ržavka (povodí Volhy jím  protékající, a Severního ledového oceánu, do jejíhož úmoří patří říčka Luchta (přítok Komjoly v povodí Leži), která na jeho území pramení.
Od Vologdy, správního střediska oblasti, je Grjazovec vzdálený přibližně padesát kilometrů jižně, a od Moskvy, hlavního města federace, přibližně 450 kilometrů severovýchodně.
Ve městě je nádraží na železniční trati z Jaroslavle do Vologdy. Západně od města prochází dálnice M8 vedoucí z Moskvy přes Jaroslavli a Vologdu do Archangelska a dále do Severodvinsku.

## Dějiny
První dochovaná písemná zmínka o Grjazovci je z roku 1538. V roce 1780 se Grjazovec stal městem. V roce 1872 byla přes město postavena železnice z Jaroslavle do Vologdy.

### Rodáci
- Vasilij Parmenovič Obrazcov (1849–1920), lékař